# 초 챙
초 챙(Cho Chang)은 래번클로 퀴디치 팀의 주장이었다. 또한 중국계 영국인이며, 해리 포터보다 1살 연상이다. 그리고 덤블도어 군대의 일원이기도 하다. 1990년에 호그와트에 입학했으며, 5학년 때 트리위저드 시합 출전자인 세드릭 디고리와 사귀었다. 하지만 세드릭 디고리가 볼드모트의 지시를 받은 피터 페티그루에게 살해당하자 5학년 때 해리 포터와 교제하는데, 이때 덤블도어의 군대의 일원이 됐다. 하지만 밸런타인데이에 같이 호그스미드에 갔다가 해리가 헤르미온느와 덤블도어의 군대를 계획하기 위해서 만난 일을 둘이 사귀는 것이라고 오해를 하여 둘의 사이가 틀어져 헤어지게 되었다. 7학년 때는 마이클 코너와 사귀었다. 하지만 나중에는 머글과 결혼하게 된다. 패트로누스는 백조이다. 